# Conseil régional de Rhône-Alpes
Cet article concerne le conseil régional de l'ancienne région Rhône-Alpes supprimé à compter du 1er janvier 2016. Pour l'assemblée qui lui succède, voir Conseil régional d'Auvergne-Rhône-Alpes.
Conseil régional d'Auvergne-Rhône-Alpes
Hôtel de région
Le conseil régional de Rhône-Alpes est l'assemblée délibérante de la région française de Rhône-Alpes jusqu'au 31 décembre 2015, à la suite de l'incorporation de la région avec l'Auvergne afin de former la nouvelle région d'Auvergne-Rhône-Alpes.
Il comprend 156 membres et siège jusqu’à sa disparition à l'hôtel de région à Lyon.
Son dernier président est Jean-Jack Queyranne (PS), élu le 2 avril 2004.

## Historique

### Identité visuelle

Logo du Conseil régional jusqu'en 2005.
Logo de la région de 2005 à 2013.
Logo de la région de 2014 à 2015.

## Siège
Lors de sa création en 1974, le Conseil régional établit son siège dans un bâtiment situé à Charbonnières-les-Bains, en bordure de la nationale 7.
Le 7 avril 2005, l'assemblée plénière du conseil adopte un projet de construction dans le nouveau quartier de la Confluence à Lyon d'un nouveau bâtiment de 38 000 m2 de bureaux, pouvant accueillir un effectif évalué à 1 400 agents, et qui répond aux normes de haute qualité environnementale (HQE). Cet emplacement est choisi à la fois pour que la région ait son siège dans la ville chef-lieu et pour être facilement accessible en transports en commun, depuis les huit départements de la région.
Originellement prévu pour l'automne 2009, le nouveau bâtiment, conçu par l'architecte Christian de Portzamparc, est finalement inauguré le 25 mai 2011 et le Conseil régional y tient sa première séance plénière le 1er juillet suivant.
Depuis 2016, il abrite le siège de la région Auvergne-Rhône-Alpes.
Le siège est desservi par les lignes de tramways T1 et T2 à l'arrêt Hôtel de Région - Montrochet ainsi que par les lignes de bus 63 et S1 à l'arrêt du même nom.

## Résultats des élections

### Élection de 2010
| Tête de liste  | Tête de liste        | Liste                         | Premier tour | Premier tour | Second tour | Second tour | Sièges | Sièges |
| Tête de liste  | Tête de liste        | Liste                         | #            | %            | #           | %           | #      | %      |
| -------------- | -------------------- | ----------------------------- | ------------ | ------------ | ----------- | ----------- | ------ | ------ |
|                | Françoise Grossetête | Majorité présidentielle       | 450 914      | 26,39        | 666 428     | 34,02       | 40     | 25,48  |
|                | Jean-Jack Queyranne* | PS et alliés                  | 433 964      | 25,40        | 994 372     | 50,76       | 99     | 63,69  |
|                | Philippe Meirieu     | EÉ                            | 304 541      | 17,82        | 994 372     | 50,76       | 99     | 63,69  |
|                | Élisa Martin         | FG - Alternatifs - PCOF - DVG | 107 761      | 6,31         | 994 372     | 50,76       | 99     | 63,69  |
|                | Bruno Gollnisch      | FN                            | 239 330      | 14,00        | 298 281     | 15,23       | 17     | 10,83  |
|                | Azouz Begag          | MoDem                         | 73 920       | 4,33         |             |             |        |        |
|                | Myriam Combet        | NPA                           | 41 539       | 2,43         |             |             |        |        |
|                | Michel Dulac         | Autres Listes                 | 32 467       | 1,90         |             |             |        |        |
|                | Nathalie Arthaud     | LO                            | 24 287       | 1,42         |             |             |        |        |
|                |                      |                               |              |              |             |             |        |        |
| Inscrits       | Inscrits             | Inscrits                      | 4 092 169    | 100,00       | 4 094 633   | 100,00      |        |        |
| Abstention     | Abstention           | Abstention                    | 2 328 240    | 56,87        | 2 067 099   | 50,48       |        |        |
| Votants        | Votants              | Votants                       | 1 765 929    | 43,13        | 2 027 534   | 49,52       |        |        |
| Blancs et nuls | Blancs et nuls       | Blancs et nuls                | 58 372       | 3,24         | 68 453      | 3,38        |        |        |
| Exprimés       | Exprimés             | Exprimés                      | 1 708 877    | 96,76        | 1 959 081   | 96,62       |        |        |

En novembre 2014, un conseiller régional EELV, Yves Paccalet, a rejoint le groupe PS.

### Élection de 2004
| Tête de liste  | Tête de liste         | Liste                   | Premier tour | Premier tour | Second tour | Second tour | Sièges | Sièges |
| Tête de liste  | Tête de liste         | Liste                   | #            | %            | #           | %           | #      | %      |
| -------------- | --------------------- | ----------------------- | ------------ | ------------ | ----------- | ----------- | ------ | ------ |
|                | Jean-Jack Queyranne   | PS - PCF - PRG          | 688 718      | 32,19        | 1 083 755   | 46,52       | 94     | 59,9   |
|                | Gérard Leras          | Les Verts               | 215 783      | 10,09        | 1 083 755   | 46,52       | 94     | 59,9   |
|                | Anne-Marie Comparini* | UDF - UMP - Cap21 - FRS | 667 856      | 31,22        | 889 815     | 38,20       | 45     | 28,7   |
|                | Bruno Gollnisch       | FN                      | 389 565      | 18,21        | 355 864     | 15,28       | 18     | 11,5   |
|                | Roseline Vachetta     | LCR - LO                | 95 524       | 4,47         |             |             |        |        |
|                | Patrick Bertrand      | GRAD - U2R              | 46 611       | 2,18         |             |             |        |        |
|                | Norbert Chetail       | MNR                     | 35 310       | 1,65         |             |             |        |        |
|                |                       |                         |              |              |             |             |        |        |
| Inscrits       | Inscrits              | Inscrits                | 3 739 911    | 100,00       | 3 739 987   | 100,00      |        |        |
| Abstention     | Abstention            | Abstention              | 1 501 327    | 40,14        | 1 333 227   | 35,65       |        |        |
| Votants        | Votants               | Votants                 | 2 238 584    | 59,86        | 2 406 760   | 64,35       |        |        |
| Blancs et nuls | Blancs et nuls        | Blancs et nuls          | 99 217       | 4,43         | 77 326      | 3,21        |        |        |
| Exprimés       | Exprimés              | Exprimés                | 2 139 367    | 95,57        | 2 329 434   | 96,79       |        |        |

### Élection de 1998
|                | Charles Millon*     | UDF - FRS      | 411 283   | 22,36  |  |  |  |  |
|                | Jean-Jack Queyranne | PS             | 399 204   | 21,71  |  |  |  |  |
|                | Bruno Gollnisch     | FN             | 348 808   | 18,97  |  |  |  |  |
|                |                     | RPR            | 168 748   | 9,18   |  |  |  |  |
|                |                     | ÉCO            | 81 201    | 4,42   |  |  |  |  |
|                |                     | LCR - LO       | 77 996    | 4,25   |  |  |  |  |
|                |                     | DVD            | 71 082    | 3,87   |  |  |  |  |
|                |                     | Les Verts      | 64 299    | 3,50   |  |  |  |  |
|                |                     | DVG            | 63 924    | 3,48   |  |  |  |  |
|                |                     | PRG            | 57 502    | 3,13   |  |  |  |  |
|                |                     | Autres listes  | 47 614    | 2,59   |  |  |  |  |
|                |                     | PCF            | 41 179    | 2,24   |  |  |  |  |
|                |                     | MNR            | 6 616     | 0,36   |  |  |  |  |
|                |                     |                |           |        |  |  |  |  |
| Inscrits       | Inscrits            | Inscrits       | 3 565 533 | 100,00 |  |  |  |  |
| Abstention     | Abstention          | Abstention     | 1 640 699 | 46,02  |  |  |  |  |
| Votants        | Votants             | Votants        | 1 924 834 | 53,98  |  |  |  |  |
| Blancs et nuls | Blancs et nuls      | Blancs et nuls | 85 378    |        |  |  |  |  |
| Exprimés       | Exprimés            | Exprimés       | 1 839 456 |        |  |  |  |  |

## Composition du conseil régional

### 2010-2015
Le conseil régional est renouvelé le 21 mars 2010. Les conseillers élus forment six groupes.
Président du conseil régional : Jean-Jack Queyranne - PS réélu
Majorité :
- Groupe Socialiste, Écologistes et Apparentés (PSEA) : 49 sièges
- Groupe Europe Écologie Les Verts (EEV) : 35 sièges
- Groupe Front de gauche, Ensemble, Communistes, Parti de Gauche, Gauche unitaire et partenaires (FdG) : 10 sièges
- Groupe Parti radical de gauche et Apparentés (PRG-APP) : 5 sièges

Opposition :
- Groupe Union de la Droite et du Centre et Apparentés (UDC-APP) : 40 sièges
- Groupe Front national (FN) : 15 sièges
- Non apparentés : 2 sièges

### 2004-2010
Le mandat est marqué par l'alternance politique et l'arrivée de la gauche à la tête de la région.
Président du conseil régional : Jean-Jack Queyranne - PS
- Non apparentée (élue PCF devenue LCR) : 1 membre
- Communistes et républicains (PC) : 15 membres
- Parti de Gauche et apparentés (PGA) : 4 membres
- Groupe Verts et apparentés (VERTS-APP) : 20 membres
- Groupe socialiste, écologiste et apparentés (PSEA) : 47 membres
- Parti radical de gauche (PRG) : 7 membres
- Groupe MoDem : 8 membres
- Groupe du Centre :  10 membres dont 2 MD, 4 NC, 3 PRV, et 1 ancien UDF
- UMP-RA et apparentés (UMP-RA) : 27 membres dont 3 PRV
- Front national (FN) : 18 membres

En novembre 2007, le groupe du Centre (ex-Groupe UDF) s'est scindé en 2 groupes : Groupe Mouvement démocrate et Groupe du Centre.

### 1998-2004
Composition du conseil régional à la veille du renouvellement de 2004
L'appartenance politique des conseillers régionaux a sensiblement varié par rapport à celle qui prévalait juste après l'élection de 1998 et l'exécutif change également entre-temps.
Président du conseil régional : Charles Millon - UDF-AD puis Anne-Marie Comparini - UDF (à partir de 1999)
- UMP et apparentés : 45 membres
- PS - PRG - DVG et apparentés : 37 membres
- FN : 15 membres
- UDF : 14 membres
- Les Verts : 9 membres
- Divers Droite : 9 membres
- Europe Identité : 5 membres
- Indépendants et non inscrits : 5 membres
- Non apparentés : 5 membres

### 1992-1998
Président du conseil régional : Charles Millon - UDF-PR/DL
- UPF : 55 sièges
- PS - MRG : 30 sièges
- FN : 29 sièges
- GE : 11 sièges
- PC : 11 sièges
- EE : 10 sièges
- DVD : 10 sièges
- CPNT : 1 siège

### 1986-1992
Président du conseil régional : Charles Béraudier - UDF-CDS (1986 - 1988), Charles Millon - UDF-PR (1988 - 1992)
- UDF - RPR : 69 sièges
- PS : 78 sièges
- FN : 14 sièges
- PC : 13 sièges
- DVD : 7 sièges
- DVG : 2 sièges

### Composition détaillée
Voir les articles détaillés suivants :
- Liste des conseillers régionaux de l'Ain
- Liste des conseillers régionaux de l'Ardèche
- Liste des conseillers régionaux de la Drôme
- Liste des conseillers régionaux de l'Isère
- Liste des conseillers régionaux de la Loire
- Liste des conseillers régionaux de la Métropole de Lyon
- Liste des conseillers régionaux du Rhône
- Liste des conseillers régionaux de la Savoie
- Liste des conseillers régionaux de la Haute-Savoie

#### Répartition des élus par départements
Au nombre de 157, ils sont 156 actuellement (un siège de l'Isère ayant été laissé vacant).
- 14 conseillers régionaux pour l'Ain.
- 10 conseillers régionaux pour l'Ardèche.
- 13 conseillers régionaux pour la Drôme.
- 31 conseillers régionaux pour l'Isère.
- 20 conseillers régionaux pour la Loire.
- 40 conseillers régionaux pour le Rhône et la Métropole de Lyon.
- 11 conseillers régionaux pour la Savoie.
- 17 conseillers régionaux pour la Haute-Savoie[8].

## Exécutif

### 2012-2015
À la suite des législatives de 2012, qui voient les élections de Bernadette Laclais et Thierry Braillard, l'exécutif est remanié.
- Président du Conseil régional : Jean-Jack Queyranne (PS)
- 1re vice-présidente aux lycées : Sylvie Gillet de Thorey (PS)
- 2e vice-président à la formation tout au long de la vie : Philippe Meirieu (EÉ)
- 3e vice-présidente à la politique de la ville, au logement et aux solidarités : Marie-Odile Novelli (EÉ)
- 4e vice-président aux finances et à la décentralisation, rapporteur général du budget et des contrats de projet : Jean-François Debat (PS)
- 5e vice-présidente aux transports, aux déplacements, aux infrastructures et à l'administration générale : Eliane Giraud (PS)
- 6e vice-président au développement économique, à l'industrie, aux PME et à l'innovation : Jean-Louis Gagnaire (PS)
- 7e vice-présidente à la démocratie participative, à la vie associative et à l'éducation populaire : Leia Bencharif (EÉ)
- 8e vice-président à la santé et à l'environnement : Alain Chabrolle (EÉ)
- 9e vice-présidente à l'emploi, au dialogue et à l'innovation sociale et au CTEF : Christiane Puthod (FG)
- 10e vice-président à l'aménagement des territoires, aux espaces Rhône-Alpes et aux grands projets : Hervé Saulignac (PS)
- 11e vice-présidente à la culture et à la lutte contre les discriminations : Farida Boudaoud (PS)
- 12e vice-président à l'Europe et aux relations internationales : Bernard Soulage (PS)
- 13e vice-présidente à la coopération solidaire : Véronique Moreira (EÉ)
- 14e vice-président à l'énergie et au climat : Benoît Leclair (EÉ)
- 15e vice-président à l'agriculture et au développement rural : Michel Grégoire (PS)
- Conseiller spécial à la politique foncière : Gérard Leras (EÉ)
- Conseillère spéciale à l'égalité hommes-femmes : Cécile Cukierman (FG)
- Conseiller délégué aux sports : Gwendal Peizerat (PS)
- Conseiller délégué à la nouvelle économie, aux nouveaux emplois, à l'artisanat et à l'économie sociale et solidaire : Cyril Kretzschmar (EÉ)
- Conseillère déléguée au tourisme et à la montagne : Claude Comet (EÉ)
- Conseillère déléguée à la jeunesse : Sarah Boukaala (PRG)
- Conseillère déléguée aux formations sanitaires et sociales et à la vie étudiante : Florence Perrin (PS)
- Conseiller délégué aux technologies de l'information et de la communication : André Friedenberg (PRG)
- Conseiller délégué aux Parcs naturels régionaux : Edouard Simonian (PS)

### De 2010 à 2012
- Président du Conseil régional : Jean-Jack Queyranne (PS)
- 1re vice-présidente aux transports, aux déplacements et aux infrastructures : Bernadette Laclais (PS)
- 2e vice-président à la formation tout au long de la vie : Philippe Meirieu (EÉ)
- 3e vice-présidente à la politique de la ville, au logement et aux solidarités : Marie-Odile Novelli (EÉ)
- 4e vice-président aux finances et à la décentralisation, rapporteur général du budget et des contrats de projet : Jean-François Debat (PS)
- 5e vice-présidente aux lycées : Sylvie Gillet de Thorey (PS)
- 6e vice-président au développement économique, à l'industrie et aux PME : Jean-Louis Gagnaire (PS)
- 7e vice-présidente à la démocratie participative, à la vie associative et à l'éducation populaire : Leia Bencharif (EÉ)
- 8e vice-président à la santé et à l'environnement : Alain Chabrolle (EÉ)
- 9e vice-présidente à l'emploi, au dialogue et à l'innovation sociale et au CTEF : Christiane Puthod (FG)
- 10e vice-président à l'aménagement des territoires, aux espaces Rhône-Alpes et aux grands projets : Hervé Saulignac (PS)
- 11e vice-présidente à la culture et à la lutte contre les discriminations : Farida Boudaoud (PS)
- 12e vice-président à l'Europe et aux relations internationales : Bernard Soulage (PS)
- 13e vice-présidente aux solidarités internationales : Véronique Moreira (EÉ)
- 14e vice-président à l'énergie et au climat : Benoît Leclair (EÉ)
- 15e vice-président à l'agriculture et au développement rural : Michel Grégoire (PS)
- Conseiller spécial aux technologie de l'information et de la communication et au projet Confluence : Thierry Braillard (PRG)
- Conseiller spécial à la politique foncière : Gérard Leras (EÉ)
- Conseillère spéciale à l'égalité hommes-femmes : Cécile Cukierman (FG)
- Conseillère déléguée à l'administration générale et aux parcs naturels régionaux : Éliane Giraud (PS)
- Conseiller délégué aux sports : Gwendal Peizerat (PS)
- Conseiller délégué à la nouvelle économie, aux nouveaux emplois, à l'artisanat et à l'économie sociale et solidaire : Cyril Kretzschmar (EÉ)
- Conseillère déléguée au tourisme et à la montagne : Claude Comet (EÉ)
- Conseillère déléguée à la jeunesse : Sarah Boukaala (PRG)
- Conseillère déléguée aux formations sanitaires et sociales et à la vie étudiante : Florence Perrin (PS)

### De 2004 à 2010
| Fonction | Titulaire                  | Parti | Parti |
| --- | -------------------------- | ----- | ----- |
| Président du Conseil régional                                                                                              | Jean-Jack Queyranne        |       | PS    |
| |                            |       |       |
| 1er vice-président aux transports, aux déplacements et aux infrastructures                                                 | Bernard Soulage            |       | PS    |
| 2e vice-présidente aux formations professionnelles                                                                         | Bernadette Laclais         |       | PS    |
| 3e vice-président à l'aménagement du territoire et au développement durable                                                | Didier Jouve               |       | LV    |
| 4e vice-président à la démocratie participative                                                                            | François Auguste           |       | PCF   |
| 5e vice-présidente au tourisme et à la montagne                                                                            | Sylvie Gillet de Thorey    |       | PS    |
| 6e vice-présidente à l'environnement et à la prévention des risques                                                        | Hélène Blanchard           |       | LV    |
| 7e vice-présidente aux lycées et aux formations initiales                                                                  | Marie-France Vieux-Marcaud |       | PCF   |
| 8e vice-président à l'administration générale, à la vie associative et aux relations extérieures                           | Thierry Braillard          |       | PRG   |
| 9e vice-président au développement économique                                                                              | Jean-Louis Gagnaire        |       | PS    |
| 10e vice-président à la solidarité internationale et à la coopération décentralisée                                        | Jean-Philippe Bayon        |       | LV    |
| 11e vice-président aux affaires européennes et aux relations internationales                                               | Jean Besson                |       | PS    |
| 12e vice-président à l'enseignement supérieur et à la recherche                                                            | Roger Fougeres             |       | PS    |
| 13e vice-président à la santé et au sport                                                                                  | Thierry Philip             |       | PS    |
| 14e vice-présidente aux solidarités, à la politique de la ville et au logement                                             | Marie-Odile Novelli        |       | LV    |
| 15e vice-président aux finances et à la décentralisation, rapporteur général du budget et du contrat de projet État-région | Jean-François Debat        |       | PS    |
| |                            |       |       |
| Conseiller à l'énergie | Hervé Saulignac            |       | PS    |
| Conseillère à l'emploi | Christiane Puthod          |       | PCF   |
| Conseiller à la culture | Yvon Deschamps             |       | PS    |
| Conseillère à l'agriculture                                                                                                | Eliane Giraud              |       | PS    |
| Conseillère à la jeunesse                                                                                                  | Katia Philippe             |       | PCF   |
| Conseillère à l'apprentissage                                                                                              | Farida Boudaoud            |       | PS    |

## Présidents du conseil régional
- Paul Ribeyre : 1974-1980
- Michel Durafour : 1980-1981
- Charles Béraudier : 1981-1988
- Charles Millon : 1988-1999
- Anne-Marie Comparini : 1999-2004
- Jean-Jack Queyranne : 2004-2015

## Annexe